# Districtul Misratah
Misratah este un district în Libia. Are 360.521 locuitori și o suprafață de 2.770 km².
1. ↑   http://ar.thetimenow.com/libya Lipsește sau este vid: |title= (ajutor)